# Eliksir życia
Eliksir życia (łac. elixir vitae od arab. El Iksir) – znany także jako "eliksir nieśmiertelności" – substancja (płyn, napój) mająca zatrzymywać proces starzenia u osoby, która ją wypiła. Miała dawać młodość i wieczne życie (nieśmiertelność). Czasem przypuszczano, że żeby go stworzyć, potrzebny jest kamień filozoficzny.
W średniowieczu substancja ta była poszukiwana przez alchemików. Pod pojęciem eliksir rozumieli oni jeden z czterech specyfików:
1. postać leku / preparatu farmaceutycznego (najczęściej płynnego);
2. mieszanina wydłużająca życie (eliksir życia);
3. mieszanina (eliksir) wiecznej młodości;
4. środek (najczęściej proszek) zmieniający metale nieszlachetne w złoto.

W postaci leku, w jego skład wchodziły surowce aromatyczne (piżmo, ambra), surowce roślinne (lawenda, rzewień) i alkohol.